# Felipe Wagner
Felipe Wagner, nome artístico de Filip Szafran (Paris, 15 de julho de 1930 — Rio de Janeiro, 1 de julho de 2013), foi um ator brasileiro. Era pai da atriz Débora Olivieri e irmão da atriz Ida Gomes.
Nascido em Paris no seio de uma família de judeus polacos, veio ao Brasil ainda na primeira infância. Participou em muitas telenovelas e habitualmente fazia papéis de humor.
Morreu vítima de um infarto fulminante, prestes a ganhar um novo papel no humorístico Zorra Total, programa em que trabalhava desde 2000. Seu corpo foi sepultado no Cemitério Israelita em São João de Meriti, Rio de Janeiro.

## Carreira

### Na televisão
| Ano         | Título                 | Personagem                    | Nota                                       |
| ----------- | ---------------------- | ----------------------------- | ------------------------------------------ |
| 1957        | Cristóvão Colombo      | Português                     |                                            |
| 1958        | Grande Teatro Tupi     | Vários personagens            |                                            |
| 1959        | José do Egito          | Faraó                         |                                            |
| 1962        | O Vigilante Rodoviário | —                             | Episódio: "O Mágico"                       |
| 1969        | A Grande Mentira       | Carlos Augusto                |                                            |
| 1970        | Irmãos Coragem         | Dr. Siqueira                  |                                            |
| 1974        | O Rebu                 | David Godoy                   |                                            |
| 1975        | Senhora                | Manuel Tavares do Amaral      |                                            |
| 1978        | Maria, Maria           | Aristo                        |                                            |
| 1979        | Memórias de Amor       | Batallaird                    |                                            |
| 1981        | Amizade Colorida       | Carlito                       |                                            |
| 1982        | Quem ama não mata      | Chefe de Júlia no jornal      |                                            |
| 1983        | Caso Verdade           | Apresentador                  |                                            |
| 1984-1992   | Os Trapalhões          | Vários personagens            |                                            |
| 1985        | Antônio Maria          | Dr. Lourenço                  |                                            |
| 1986        | Tudo ou Nada           | Capela                        |                                            |
| 1988        | Olho por Olho          | Gester                        |                                            |
| 1989        | República              | Aristides Lobo                |                                            |
| 1990        | Rainha da Sucata       | Lourival Freitas              |                                            |
| 1990        | Gente Fina             | Dr. Mariano                   |                                            |
| 1992        | De Corpo e Alma        | Detetive Meireles             |                                            |
| 1992        | Teresa Batista         | Libório                       |                                            |
| 1995        | Você Decide            | —                             | Episódio: "O Pátrio Poder"                 |
| 1997        | Mandacaru              | Bispo Celentino Gonzaga       |                                            |
| 1998        | Você Decide            | —                             | Episódio: "Impulso Incontrolável"          |
| 1998        | Chiquititas            | Advogado                      | Participação                               |
| 1999        | Terra Nostra           | Hernandez, sócio de Francesco |                                            |
| 2000-2013   | Zorra Total            | Vários personagens            |                                            |
| 2003        | A Grande Família       | Dr. Glauco                    | Episódio: "Tinha uma Pedra no Meio do Rim" |
| 2004        | A Diarista             | Gerente                       | 2 episódios                                |
| 2006 & 2009 | Filhos do Carnaval     | Sírio                         |                                            |

### No cinema
| Ano  | Título                              | Personagem         |
| ---- | ----------------------------------- | ------------------ |
| 1953 | A Família Lero-Lero                 | —                  |
| 1958 | O Cantor e o Milionário             | Dr. Drummond       |
| 1979 | Amante Latino                       | Papa               |
| 1985 | Pedro Mico                          | Torquato           |
| 2000 | A Terceira Morte de Joaquim Bolívar | Deputado Dagoberto |
| 2001 | Copacabana                          | Isaac              |
| 2002 | Lost Zweig                          | Israel Teitelbaum  |
| 2005 | Bela Noite Para Voar                | General Fiúza      |
| 2005 | Coisa de Mulher                     | Saul               |